# Бранш
Бранш (фр. Branches) насеље је и општина у источном делу централне Француске у региону Бургоња, у департману Јон која припада префектури Осер.
По подацима из 2011. године у општини је живело 460 становника, а густина насељености је износила 41,86 становника/km². Општина се простире на површини од 10,99 km². Налази се на средњој надморској висини од 190 метара (максималној 201 m, а минималној 110 m).

## Демографија
| 1962. | 1968. | 1975. | 1982. | 1990. | 1999. | 2011. |
| ----- | ----- | ----- | ----- | ----- | ----- | ----- |
| 198   | 221   | 294   | 321   | 336   | 394   | 460   |

График промене броја становника у току последњих година